# Carapan
Carapan es una población del estado mexicano de Michoacán perteneciente al municipio de Chilchota.